# Laemophloeus australasiae
Laemophloeus australasiae là một loài bọ cánh cứng trong họ Laemophloeidae. Loài này được Blackburn miêu tả khoa học năm 1892.